# Brunfelsia hydrangeiformis
Brunfelsia hydrangeiformis  es una especie de arbusto perteneciente a la familia Solanaceae. Se encuentra en  Brasil y Perú.  

## Toxicidad
Las raíces de varias especies correspondientes al género Brunfelsia contienen sustancias cuyo consumo puede provocar problemas en la salud humana según el compendio publicado por la Autoridad Europea de Seguridad Alimentaria en 2012. En concreto contienen alcaloides indólicos derivados de la Beta-carbolina como la harmina, la tetrahidroharmina, la harmalina, la manacina, la manaceína, y derivados del dimetiltriptamina y de la amidina tales como el pirrol 3-carboxamidina. 

## Taxonomía
Brunfelsia hydrangeiformis fue descrita por (Pohl) Benth. y publicado en Prodromus Systematis Naturalis Regni Vegetabilis 10: 195. 1846.
Etimología
Brunfelsia: nombre genérico que fue otorgado en honor del herbalista alemán Otto Brunfels (1488–1534).
hydrangeiformis: epíteto
Variedad aceptada
- Brunfelsia hydrangeiformis subsp. capitata (Benth.) Plowman

Sinonimia
- Brunfelsia hydrangeiformis var. glabriuscula J.A.Schmidt
- Brunfelsia hydrangeiformis subsp. hydrangeiformis
- Brunfelsia macrophylla (Cham. & Schltdl.) Benth.
- Franciscea hydrangeiformis Pohl
- Franciscea macrophylla Cham. & Schltdl.[3]